# Roorkee
Roorkee es una ciudad y  municipio situada en el distrito de Haridwar,  en el estado de Uttarakhand (India). Su población es de 118200 habitantes (2011). La ciudad se ha desarrollado a orillas del Canal del Ganges, que fluye de norte a sur por el centro de la ciudad. Se encuentta a 184,3 km de Nueva Delhi. El área metropolitana de la ciudad cuenta con 238422 habitantes (2011).

## Demografía
Según el censo de 2011 la población de Roorkee era de 118200 habitantes, de los cuales 63434 eran hombres y 54766 eran mujeres. Roorkee tiene una tasa media de alfabetización del 89,48%, superior a la media estatal del 78,82%: la alfabetización masculina es del 93,16%, y la alfabetización femenina del 85,23%.

## Universidad
Roorkee es sede de la Universidad técnica, el Instituto Indio de Tecnología Roorkee (abreviado IIT Roorkee). Es la institución de ingeniería más antigua de la India y fue fundada como Facultad de Ingeniería Civil en la India británica en 1847 por el teniente gobernador de las provincias del noroeste, James Thomason, para capacitar a oficiales y topógrafos empleados en la construcción del Canal Ganges. En 1854, después de la finalización del canal y la muerte de Thomason, Proby Cautley, el diseñador y proyectista del canal, lo rebautizó como Thomason College of Civil Engineering. Fue renombrada Universidad de Roorkee en 1949, y nuevamente IIT Roorkee en 2001. La institución tiene 22 departamentos académicos que cubren programas de Ingeniería, Ciencias Aplicadas, Humanidades y Ciencias Sociales y Administración con énfasis en educación e investigación científica y tecnológica.

## Festivales
Se realizan diversos festivales cada año como el Cognizance, un festival técnico o el festival deportivo Sangram.
Desde 1982 la ciudad celebra anualmente el festival cultural Thomso del Instituto Indio de Tecnología. Se lleva a cabo durante tres días a fines de octubre y principios de noviembre. Invitan además a Embajadas de todo el mundo a presentar sus artistas y organizan conciertos y concursos con Farhan Akhtar, Sunidhi Chauhan, Nikhil D’Souza, y conjuntos como Euphoria y exposiciones de artistas en su section de Bellas Artes. En la Edición Thomso 22 participó el artista suizo Daniel Garbade y el saxofonista portugués Tiago Tabitha.
La edición de 2018 consistió en más de 150 eventos y acogió a más de 9000 estudiantes invitados de 200 universidades de toda la India, además de más de 12 000 estudiantes de la institución anfitriona.

## Clima
Roorkee tiene un clima subtropical húmedo influenciado por los monzones. Una estación seca y sofocante comienza a mediados de marzo y se extiende hasta mediados de junio con un aumento constante de la humedad. Desde mediados de junio hasta finales de septiembre, el monzón del suroeste da la estación "lluviosa" con un total de alrededor de 770 milímetros de lluvia o alrededor de cuatro quintas partes del total anual. Esta lluvia monzónica viene acompañada de altas temperaturas, mañanas muy cálidas y una humedad extremadamente incómoda. Desde principios de octubre comienza la temporada "fría" a medida que se retira el monzón, con tardes cálidas a muy cálidas, mañanas frescas y humedad moderada. Ocasionalmente, las perturbaciones del oeste entre enero y marzo traerán un poco de lluvia durante esta temporada, aunque el total promedio de octubre a marzo es de solo 145 milímetros o 5,7 pulgadas.
| Parámetros climáticos promedio de Roorkee (1981–2010, extremes 1901–2012) | Parámetros climáticos promedio de Roorkee (1981–2010, extremes 1901–2012) | Parámetros climáticos promedio de Roorkee (1981–2010, extremes 1901–2012) | Parámetros climáticos promedio de Roorkee (1981–2010, extremes 1901–2012) | Parámetros climáticos promedio de Roorkee (1981–2010, extremes 1901–2012) | Parámetros climáticos promedio de Roorkee (1981–2010, extremes 1901–2012) | Parámetros climáticos promedio de Roorkee (1981–2010, extremes 1901–2012) | Parámetros climáticos promedio de Roorkee (1981–2010, extremes 1901–2012) | Parámetros climáticos promedio de Roorkee (1981–2010, extremes 1901–2012) | Parámetros climáticos promedio de Roorkee (1981–2010, extremes 1901–2012) | Parámetros climáticos promedio de Roorkee (1981–2010, extremes 1901–2012) | Parámetros climáticos promedio de Roorkee (1981–2010, extremes 1901–2012) | Parámetros climáticos promedio de Roorkee (1981–2010, extremes 1901–2012) | Parámetros climáticos promedio de Roorkee (1981–2010, extremes 1901–2012) |
| Mes                                                                       | Ene.                                                                      | Feb.                                                                      | Mar.                                                                      | Abr.                                                                      | May.                                                                      | Jun.                                                                      | Jul.                                                                      | Ago.                                                                      | Sep.                                                                      | Oct.                                                                      | Nov.                                                                      | Dic.                                                                      | Anual                                                                     |
| ------------------------------------------------------------------------- | ------------------------------------------------------------------------- | ------------------------------------------------------------------------- | ------------------------------------------------------------------------- | ------------------------------------------------------------------------- | ------------------------------------------------------------------------- | ------------------------------------------------------------------------- | ------------------------------------------------------------------------- | ------------------------------------------------------------------------- | ------------------------------------------------------------------------- | ------------------------------------------------------------------------- | ------------------------------------------------------------------------- | ------------------------------------------------------------------------- | ------------------------------------------------------------------------- |
| Temp. máx. abs. (°C)                                                      | 30.1                                                                      | 31.9                                                                      | 39.0                                                                      | 43.8                                                                      | 47.4                                                                      | 46.7                                                                      | 45.0                                                                      | 39.8                                                                      | 38.3                                                                      | 38.3                                                                      | 33.9                                                                      | 30.5                                                                      | 47.4                                                                      |
| Temp. máx. media (°C)                                                     | 20.1                                                                      | 23.5                                                                      | 28.8                                                                      | 35.2                                                                      | 37.7                                                                      | 37.6                                                                      | 33.8                                                                      | 32.7                                                                      | 32.7                                                                      | 31.5                                                                      | 27.4                                                                      | 22.5                                                                      | 30.3                                                                      |
| Temp. mín. media (°C)                                                     | 6.2                                                                       | 8.4                                                                       | 13.1                                                                      | 18.3                                                                      | 22.5                                                                      | 24.4                                                                      | 25.0                                                                      | 24.6                                                                      | 22.7                                                                      | 17.0                                                                      | 11.3                                                                      | 7.3                                                                       | 16.7                                                                      |
| Temp. mín. abs. (°C)                                                      | -1.1                                                                      | -2.2                                                                      | 2.8                                                                       | 7.2                                                                       | 11.1                                                                      | 16.1                                                                      | 18.8                                                                      | 19.0                                                                      | 15.2                                                                      | 8.9                                                                       | 2.2                                                                       | -0.7                                                                      | -2.2                                                                      |
| Lluvias (mm)                                                              | 31.0                                                                      | 39.8                                                                      | 34.7                                                                      | 10.7                                                                      | 31.8                                                                      | 79.8                                                                      | 255.8                                                                     | 265.7                                                                     | 183.3                                                                     | 18.9                                                                      | 3.9                                                                       | 18.1                                                                      | 973.5                                                                     |
| Días de lluvias (≥ 1 mm)                                                  | 2.2                                                                       | 2.5                                                                       | 2.4                                                                       | 1.4                                                                       | 2.8                                                                       | 4.3                                                                       | 9.5                                                                       | 11.2                                                                      | 5.7                                                                       | 1.0                                                                       | 0.5                                                                       | 1.1                                                                       | 44.6                                                                      |
| Humedad relativa (%)                                                      | 62                                                                        | 53                                                                        | 44                                                                        | 35                                                                        | 37                                                                        | 47                                                                        | 69                                                                        | 74                                                                        | 68                                                                        | 57                                                                        | 59                                                                        | 60                                                                        | 56                                                                        |
| Fuente: India Meteorological Department                                   |                                                                           |                                                                           |                                                                           |                                                                           |                                                                           |                                                                           |                                                                           |                                                                           |                                                                           |                                                                           |                                                                           |                                                                           |                                                                           |